# Stavanger Idrettshall
Stavanger Idrettshall – hala widowiskowo-sportowa w Stavanger, w Norwegii. Została otwarta w 1979 roku. Pojemność areny wynosi 4100 widzów (2300 miejsc jest siedzących). Swoje spotkania na obiekcie rozgrywają piłkarze ręczni klubu Viking HK.
Hala była jedną z aren mistrzostw świata w piłce ręcznej kobiet w 1999 roku oraz mistrzostw Europy w piłce ręcznej mężczyzn w 2008 roku. Obiekt miał być również jedną z aren mistrzostw Europy w piłce ręcznej kobiet w 2020 roku, ale z powodu pandemii COVID-19 Norwegia wycofała się ze współorganizacji turnieju i zawody rozegrano wyłącznie w duńskich halach.